# California Historical Landmark

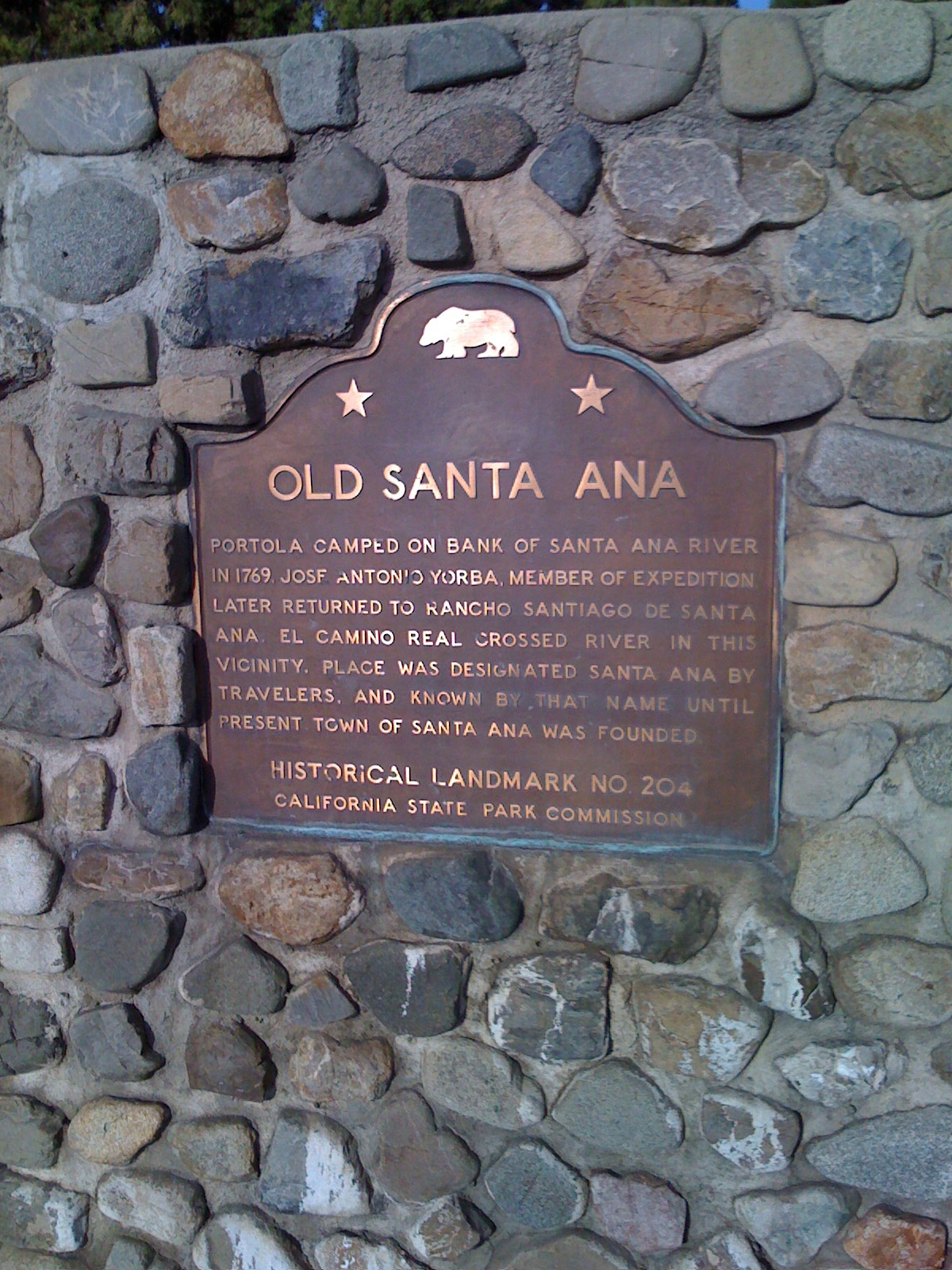
Signe d'information d'un California State Historic Landmark.

Les California Historical Landmarks (en français : points d'intérêts historiques de Californie) sont des bâtiments, structures, sites ou lieux en Californie qui ont un rôle important dans son histoire.

## Galerie

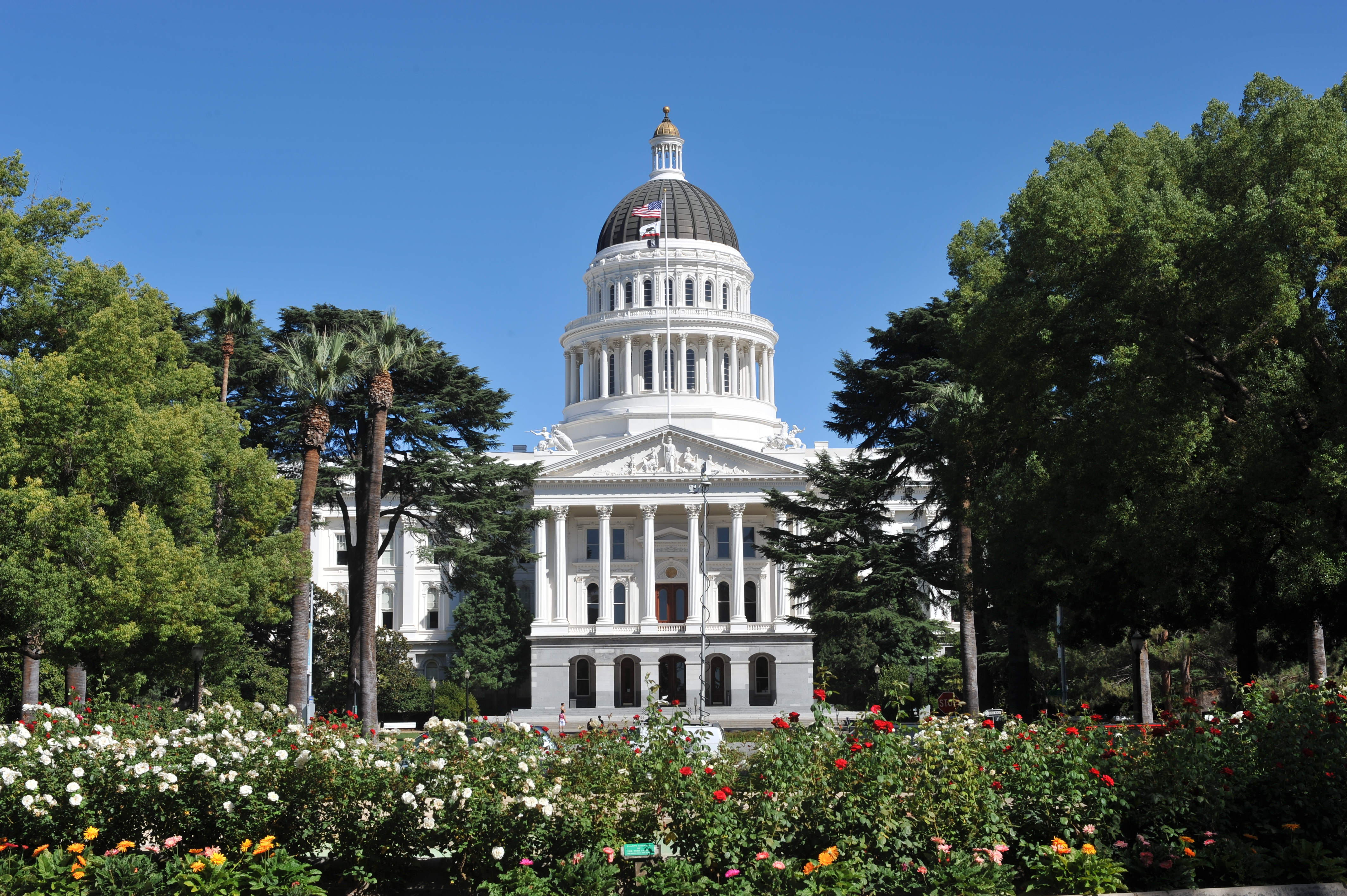
Capitole de l'État de Californie, à Sacramento. Siège de la législature d'État de la Californie et du gouverneur de Californie.
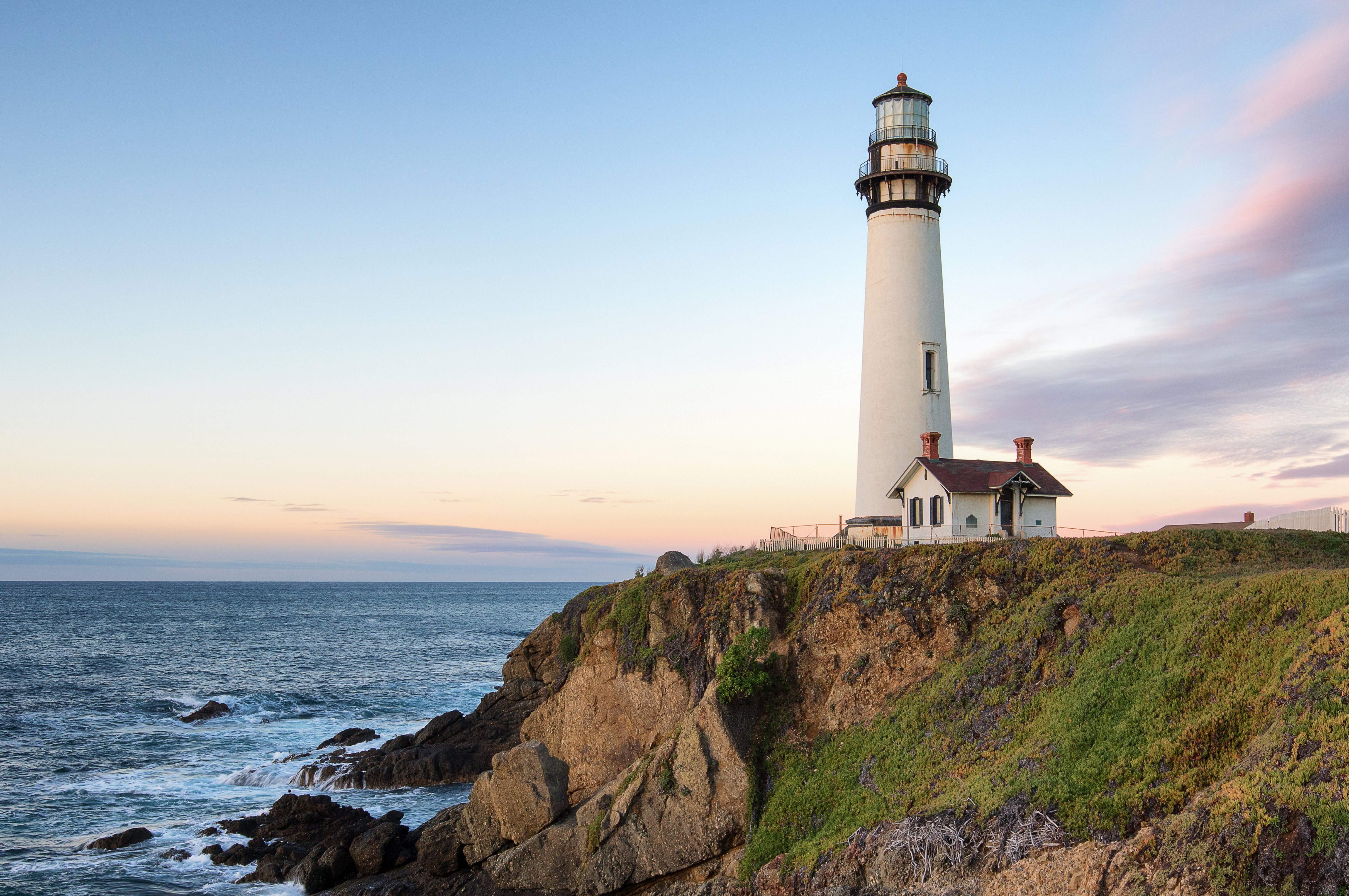
Phare de Pigeon Point, dans le comté de San Mateo. Mis en service en 1872.
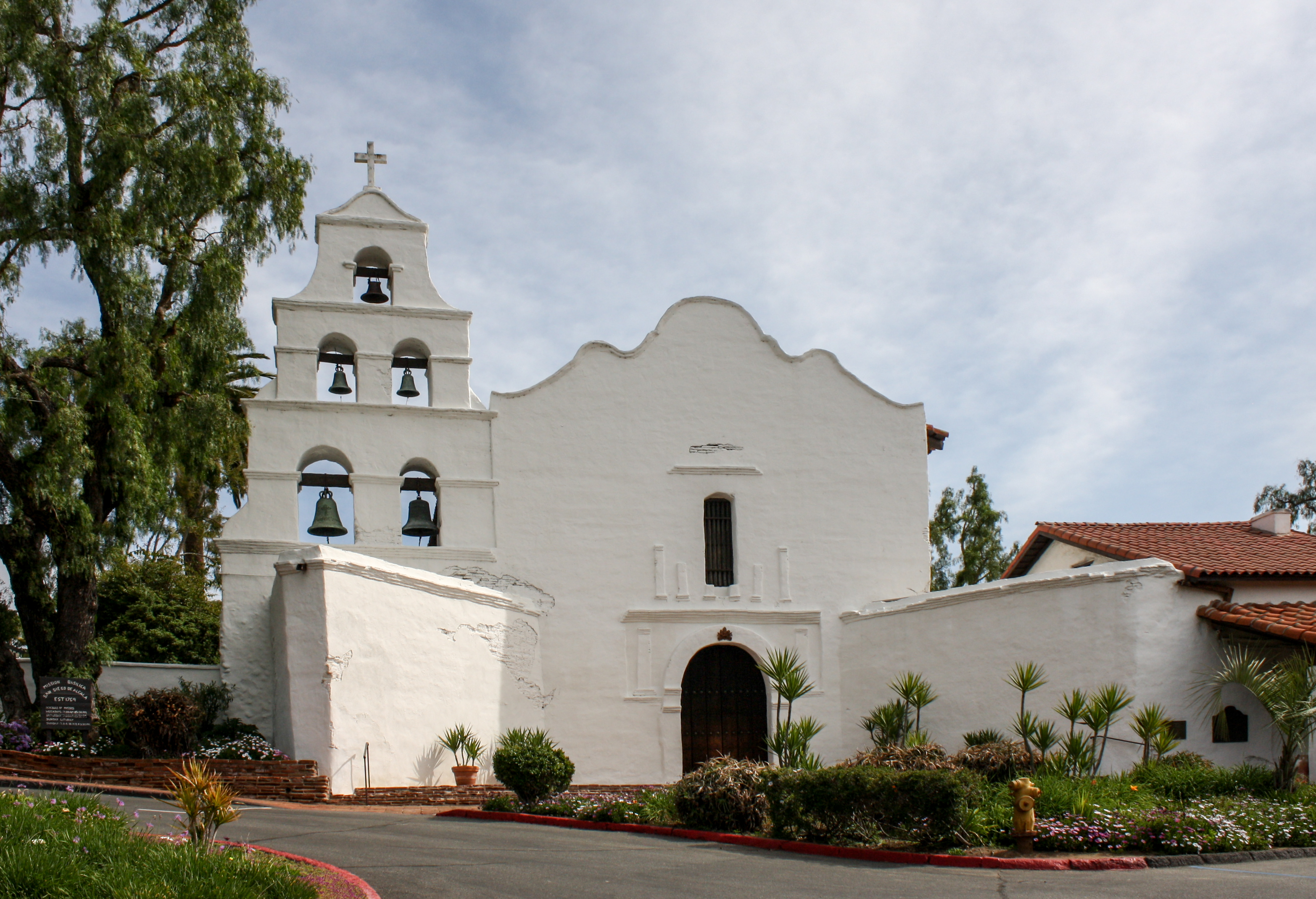
Mission San Diego de Alcalá, à San Diego. Première mission espagnole en Californie, fondée en 1769.
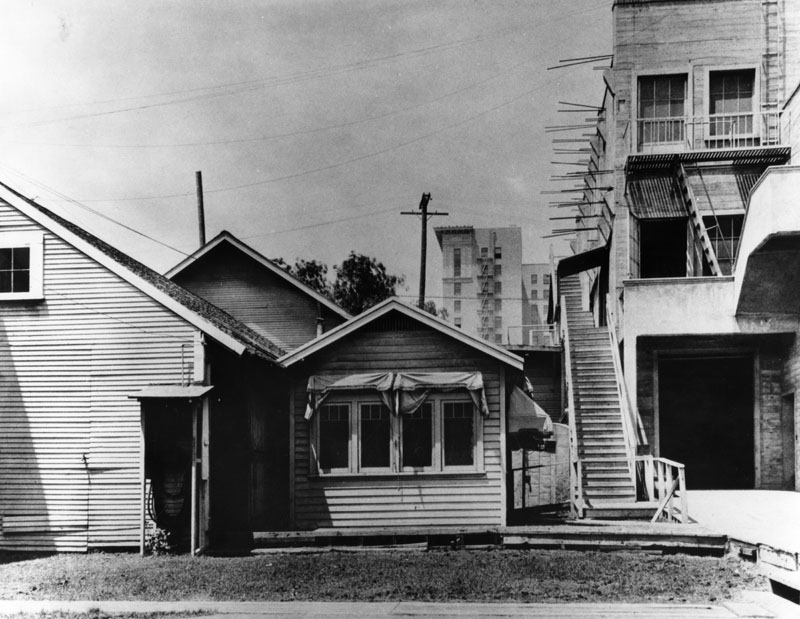
La Lasky-DeMille Barn, le premier studio de tournage d'Hollywood.
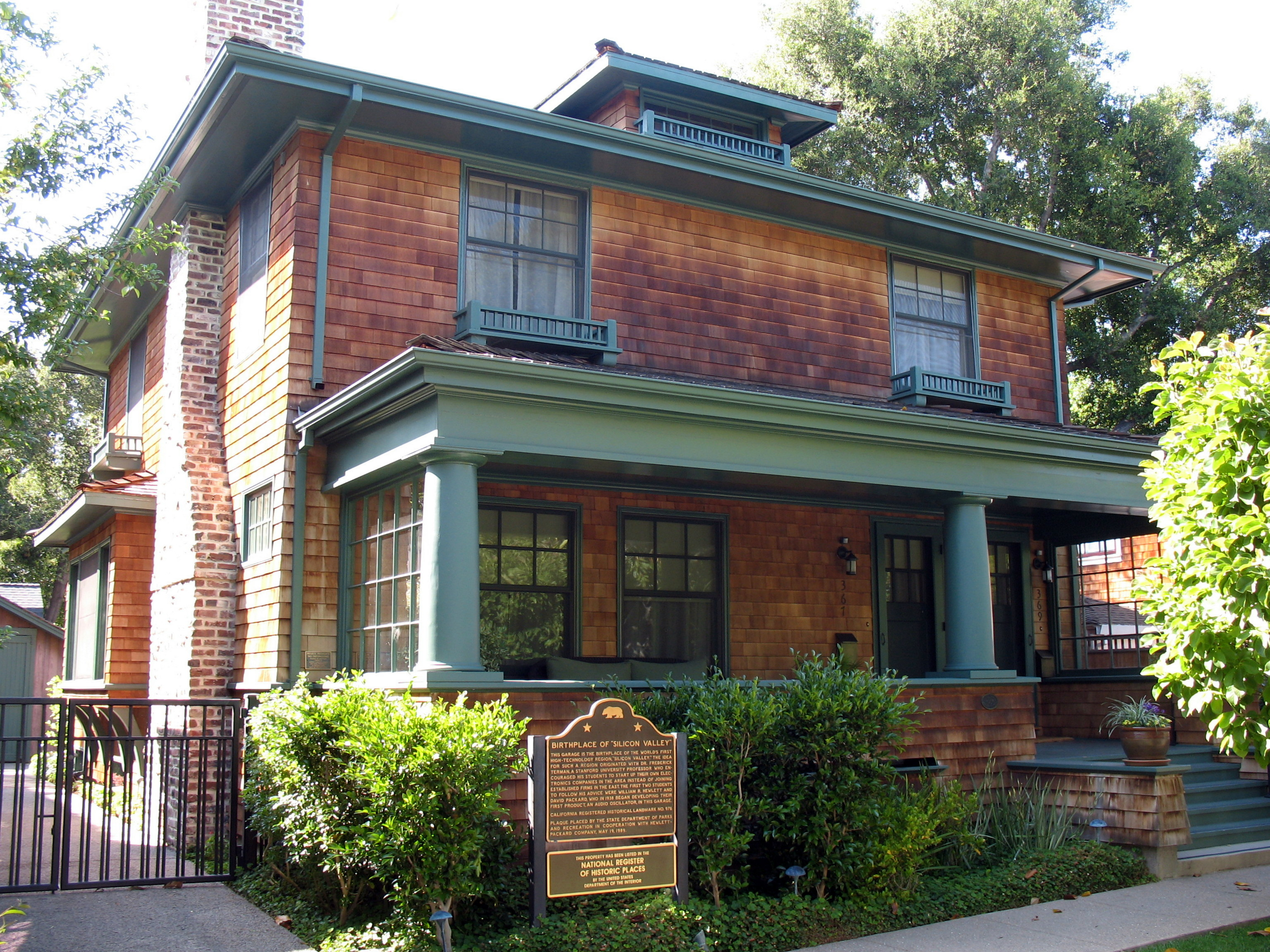
Le Garage Hewlett-Packard, à Palo Alto, considéré comme le point de départ de la Silicon Valley.
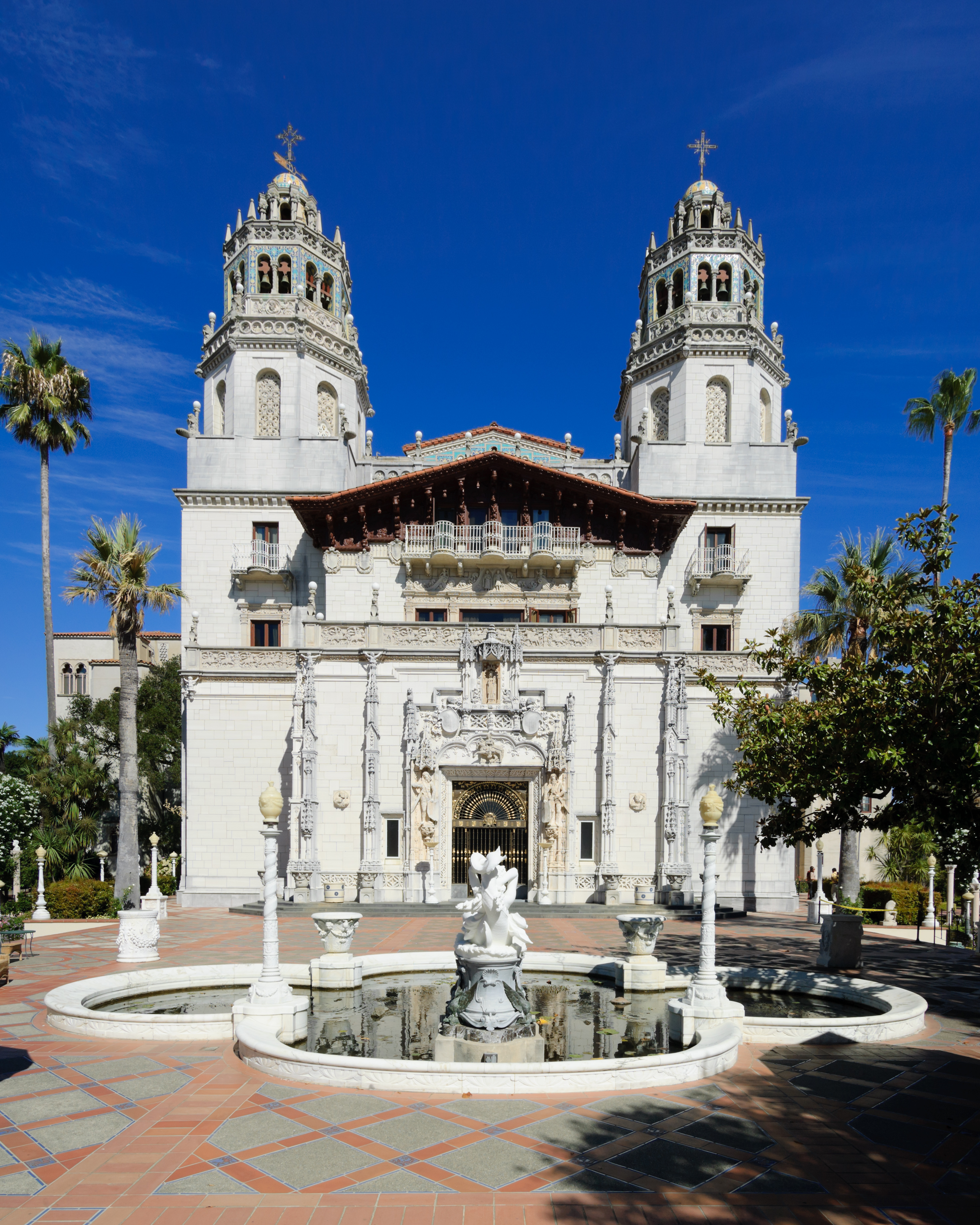
Hearst Castle, à San Simeon. Somptueuse résidence du magnat de la presse William Randolph Hearst.
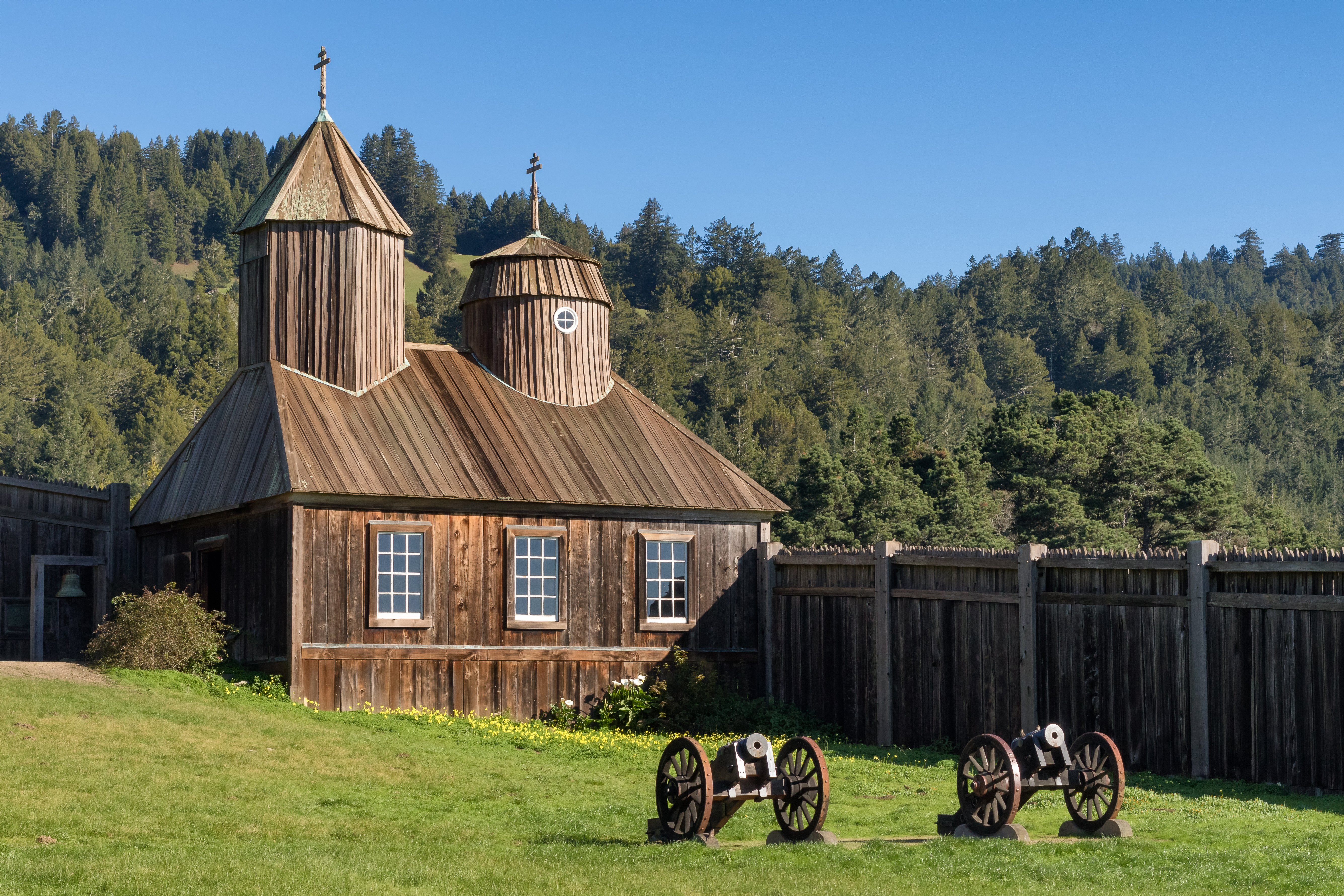
Fort Ross, dans le comté de Sonoma. Fort russe établi en 1812 par la compagnie russe d'Amérique.
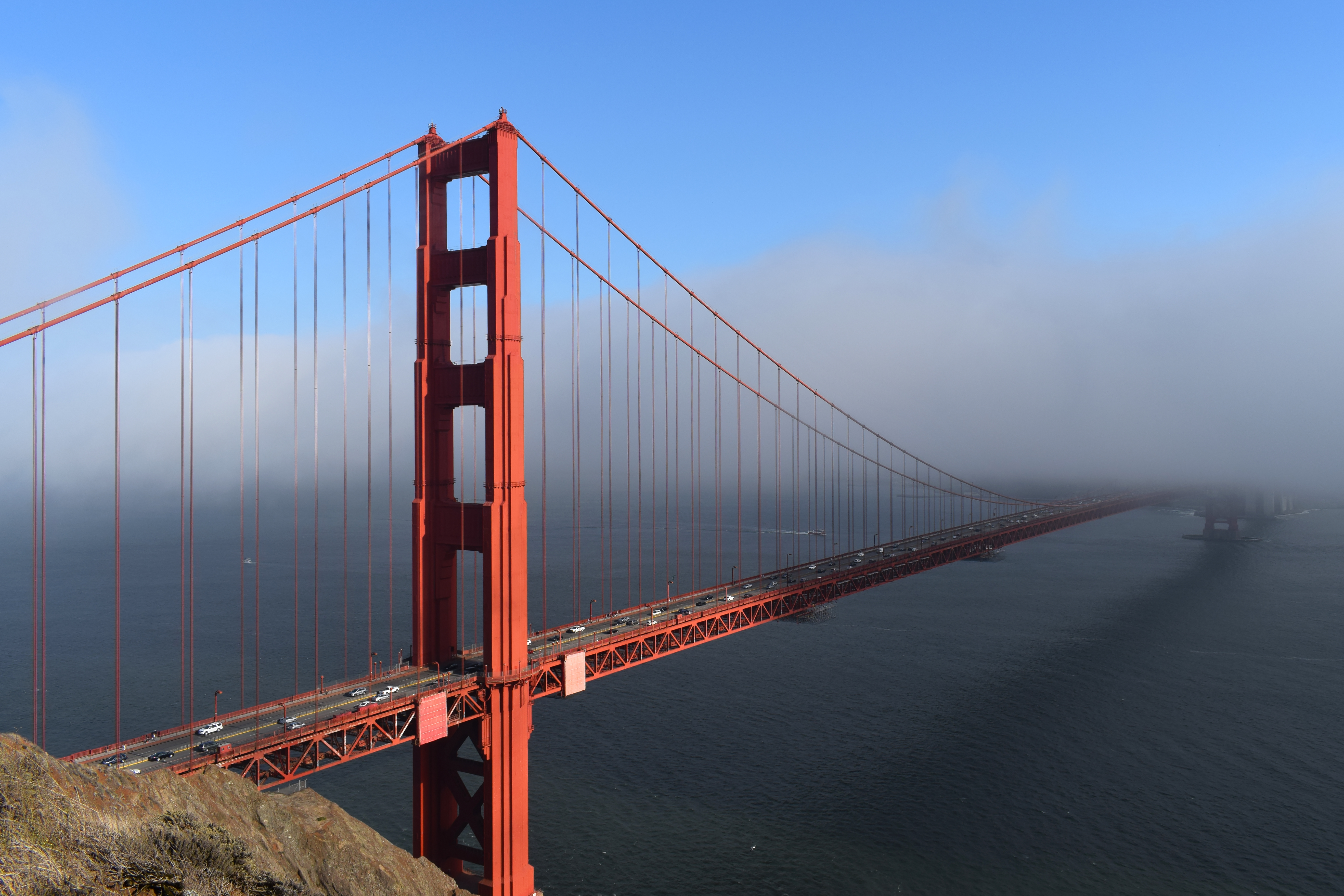
Pont du Golden Gate, à San Francisco.
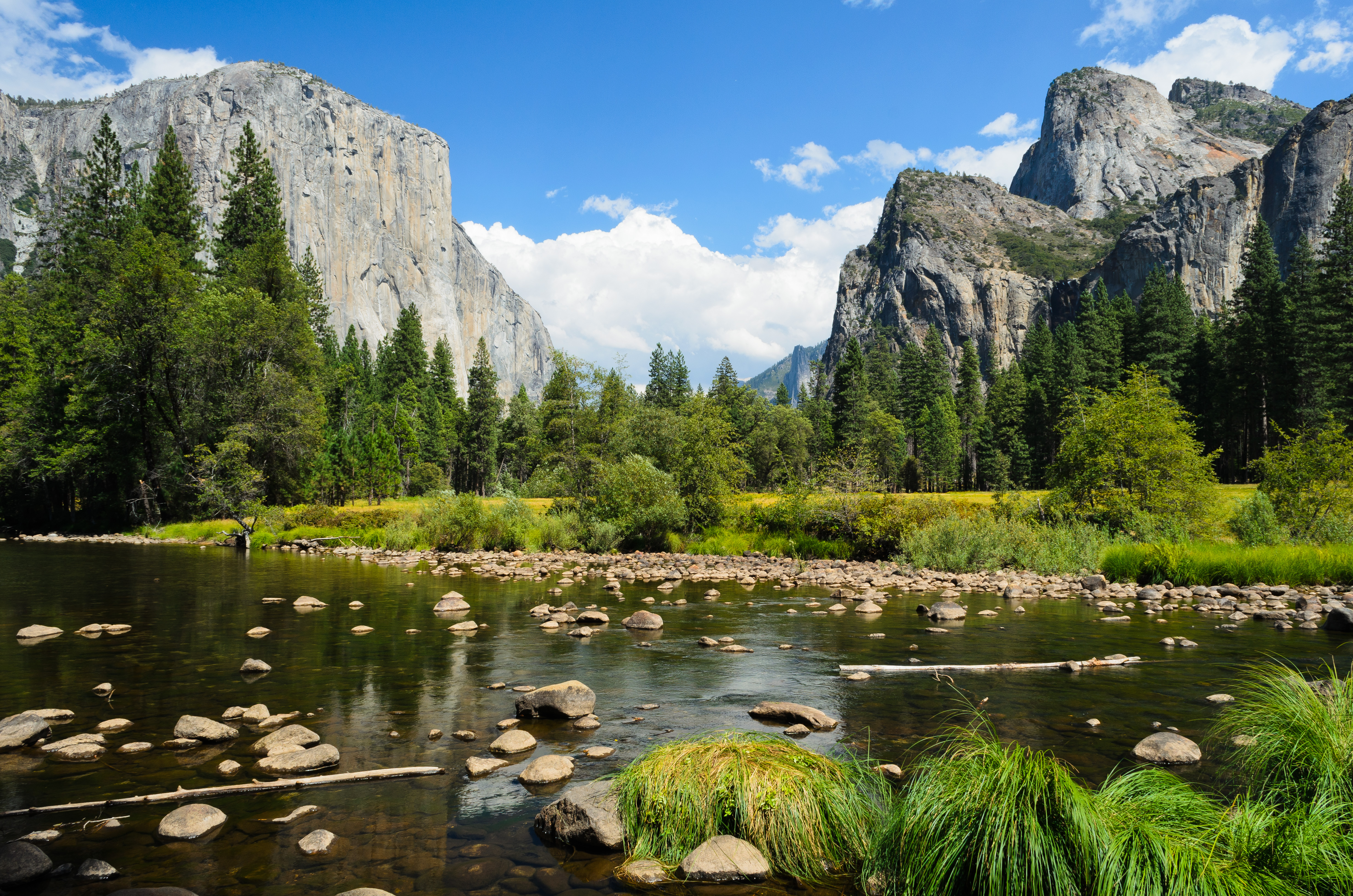
Vallée de Yosemite, dans la Sierra Nevada.
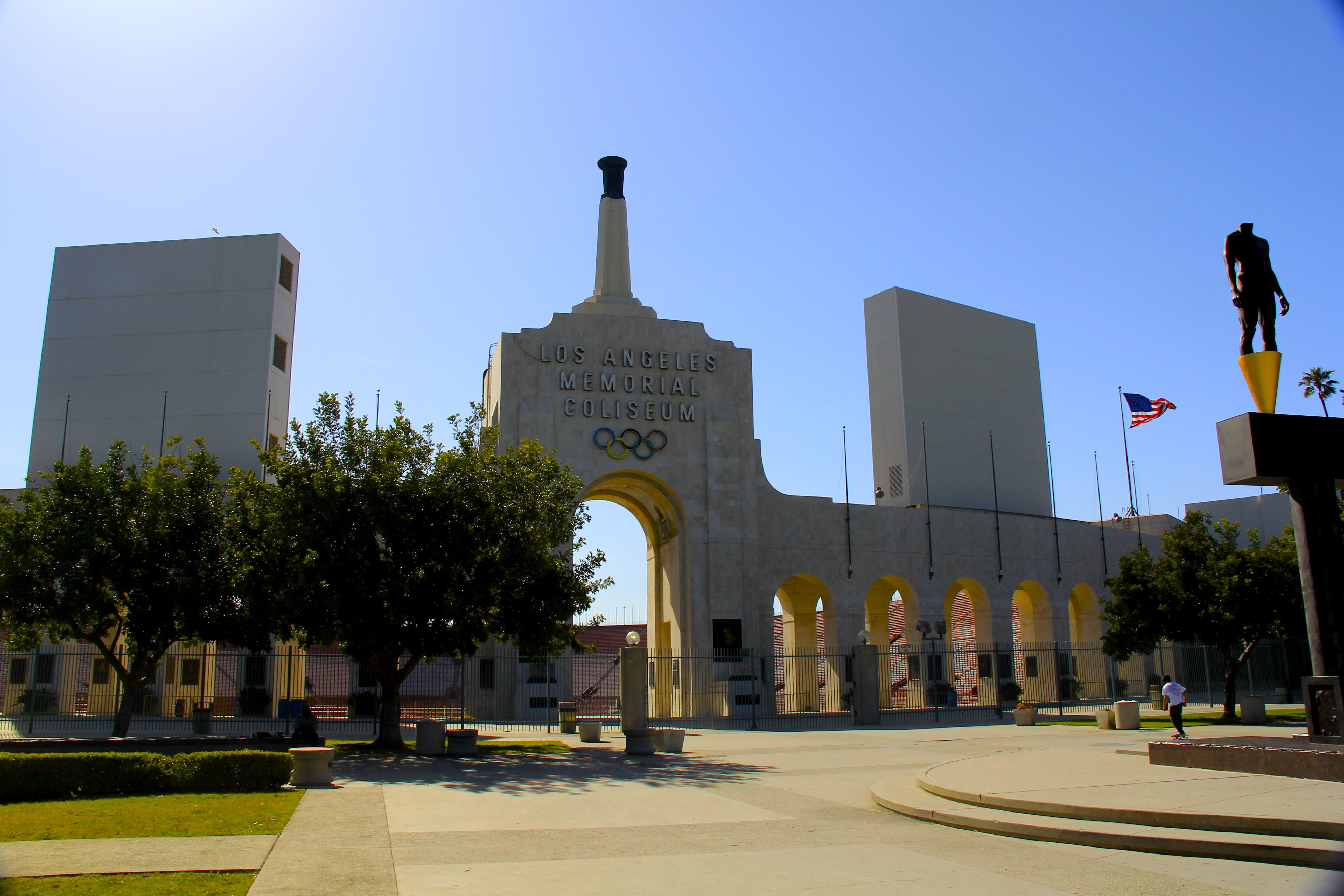
Los Angeles Memorial Coliseum. Stade multifonction inauguré en 1923, hôte des Jeux olympiques d'été de 1932 et 1984.
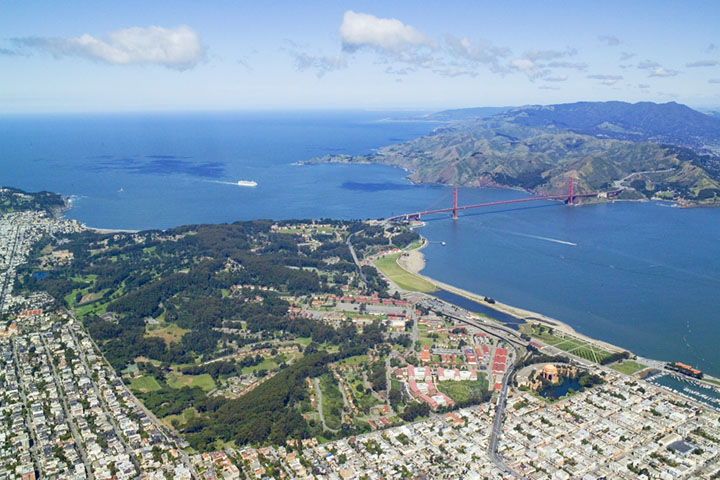
Presidio de San Francisco. Ancien fort espagnol construit en 1776, reconverti en parc.
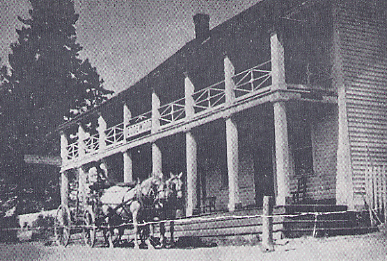
Friday's Station, ancien relais de poste situé à Stateline, en 1896.